# 埃于普·詹
埃于普·詹（土耳其語：Eyüp Can，1964年8月3日—），生于吉汉贝伊利，土耳其前男子拳击运动员。他曾代表土耳其参加1984年夏季奥林匹克运动会拳击比赛，获得男子51公斤级铜牌。